# Bitswijk
De Bitswijk is een voormalige buurtschap in de Noord-Brabantse gemeente Maashorst die geleidelijk tot een woonwijk is verworden in de plaats Uden. Het zwaartepunt van de ruimtelijke ontwikkelingen ligt echter in de jaren 1970. Met het Muziekplein beschikt de buurt over een eigen bescheiden winkelcentrum met buurtwinkeltjes en een buurtsupermarkt. De buurt is gelegen aan de Rondweg en grenst met de klok mee aan de buurten Sportpark Hoeven, Hoevenseveld, Centrum en Bogerd-Vijfhuis.

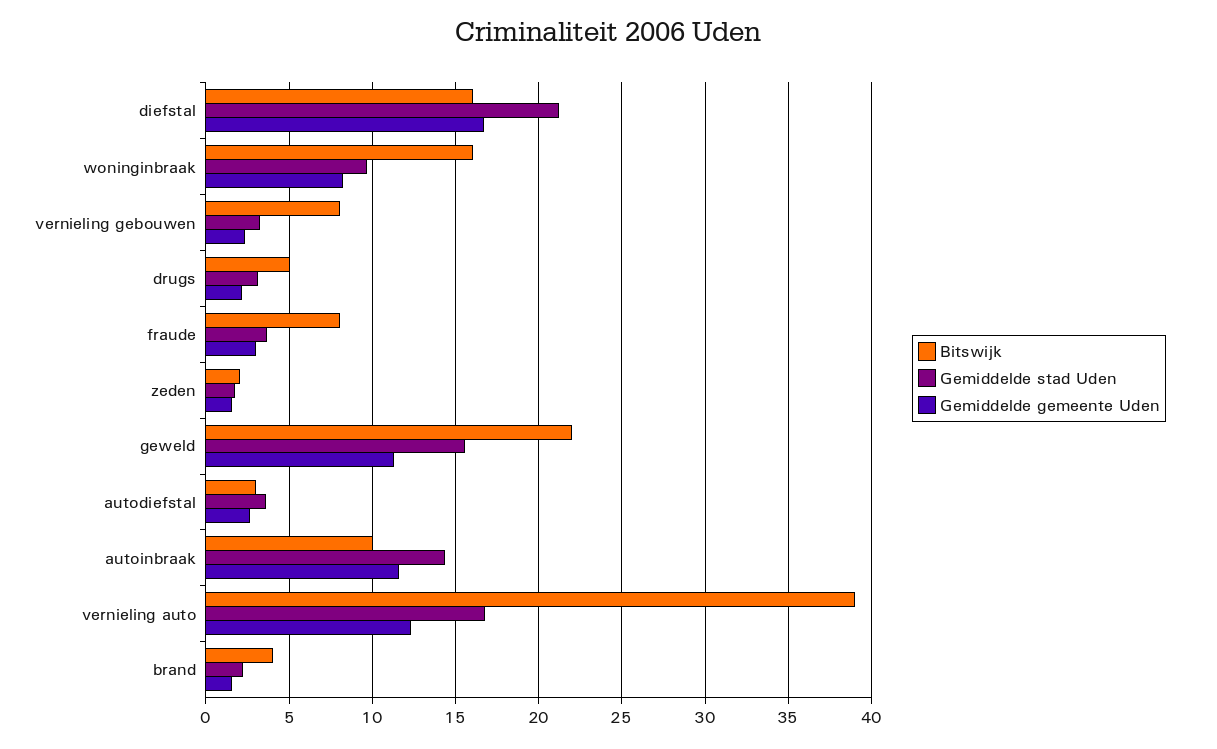
Criminaliteitsstatistiek

| Kerngegevens Bitswijk   | Kerngegevens Bitswijk |
| ----------------------- | --------------------- |
| Inwoners:               | 4200                  |
| Jonger dan 15:          | 798 (19%)             |
| Ouder dan 65:           | 546 (13%)             |
| Mannen:                 | 2140                  |
| Vrouwen:                | 2060                  |
| Geboorten:              | 50                    |
| Huishoudens:            | 1.680                 |
| Eenpersoonshuishoudens: | 420 (25%)             |
| Beroepsbevolking:       | 2.856                 |
| Werklozen:              | 191 (6,69%)           |
| Woningen:               | 1.611                 |
| Waarvan huurwoningen:   | 670 (41,6%)           |

Wijken: Uden-Centrum · Uden-Oost · Uden-West · Uden-Zuid

Buurten: Bitswijk · Bogerd-Vijfhuis · Centrum · Eikenheuvel · Flatwijk · Hoenderbos-Velmolen · Hoeven · Hoevenseveld · Melle · Moleneind-Groenewoud · Raam · Schutveld · Sportpark Volkelseweg · Zoggel

Bedrijventerreinen: Goorkens · Hoogveld · Loopkant-Liessent · Vluchtoord      Militair terrein: Vliegbasis Volkel
Hoofdplaats: Uden      

Dorpen: Odiliapeel · Reek · Schaijk · Volkel · Zeeland 

Buurtschappen: Bedaf · Biesthoek · Brand ·  Duifhuis (Uden) · Duifhuis (Zeeland) · Eikenheuvel · Gaal · Graspeel · Heikant · Hengstheuvel · Hoefkens · Hooge Heide · Hoogveld · Hultje · Kleuter · Kooldert · Kreitsberg · Lagenheuvel · Lankes · Loo · Maatsehei · Moleneind · 't Mun · Nabbegat · Niemeskant · Oosterens · Oventje · Rakt (deels) · Rusven · Schadron · Slabroek · Strepen · Trent · Velmolen · Vloet · Voederheil · Weeg · Witte Dellen · Zevenhuis
Noord-Brabant: Steden en dorpen      Nederland: Provincies · Gemeenten